# Coleophora adjectella
Coleophora adjectella é uma espécie de mariposa do gênero Coleophora pertencente à família Coleophoridae.